# Villa Bergtomta

Villa Bergtomta är en villa belägen i hörnet Södra Kungsvägen 181 och Kottlavägen 1 i området Mölna i Lidingö kommun. Byggnaden uppfördes 1910 för fabrikör Anders Lindahl och gestaltades i jugendstil av arkitekt Oskar Waller.

## Beskrivning
Lindahl lät där uppföra villan, som ritades av arkitekten Oskar Waller och stod klar 1910. Tomten upptog då hela kvarteret mellan Södra Kungsvägen och Idunavägen och hyste förutom huvudbyggnaden flera mindre byggnader, ekonomibyggnader samt stort ridhus och ett lusthus som kommit till Bergtomta från Baltiska utställningen i Malmö 1914. 
På 1920- och 1930-talen hyrdes ridhuset av major Sten Strömman, som använde det för sin ridskola. Villan nyttjades vid ett flertal filminspelningar av Mauritz Stiller, som även var en väl sedd gäst i huset. När Anders Lindahls barn sedan styckade av tomten brändes flera av byggnaderna ned och lusthuset, då benämnt som "ett grekiskt tempel med frescomålningar på innerväggarna" flyttades till Lidingö brandstation, där det återfinns idag. Huvudbyggnaden Villa Bergtomta har under ett flertal år varit ambassadresidens men är numera i privat ägo.